# ウイルフレド・ゴメス
ウィルフレド・ゴメス（Wilfredo Gomez Rivera、1956年10月29日 - ）は、プエルトリコ出身の元男性プロボクサー。サンフアン出身。元WBC世界スーパーバンタム級王者。元WBC世界フェザー級王者。元WBA世界スーパーフェザー級王者。世界3階級制覇王者。世界戦17連続KO防衛の記録はゲンナジー・ゴロフキンと並んで最多。

## 来歴
15歳でミュンヘンオリンピックに出場も、1回戦で敗退。
1974年、第1回アマチュア世界選手権に出場し、全試合KO勝利で優勝を成し遂げる。同年、プロデビューを果たすも引き分けで、勝利はならなかった。
1977年5月21日、WBC世界スーパーバンタム級王者廉東均（韓国）に12回TKO勝ちし、王座を獲得した。以降この王座を17度連続防衛し、全てKO勝利という記録を残した。17連続防衛はスーパーバンタム級の最多連続防衛記録であり、17連続KO防衛というのは、連続KO防衛の世界記録に認定された。
1978年1月19日、福岡県・北九州市立総合体育館でロイヤル小林と対戦。3回KO勝ちで2度目の防衛に成功した。
1978年10月28日、43戦全勝（42KO）無敗のWBC世界バンタム級王者カルロス・サラテ（メキシコ）に5回KO勝ちで「史上最高のKOキング対決」を制すると共に、6度目の防衛に成功（当時のゴメスの戦績は26戦25勝（25KO）1分）。
1981年8月21日、13度目の防衛に成功後、タイトルを保持したまま1階級上のWBC世界フェザー級王者サルバドル・サンチェス（メキシコ）とタイトルマッチを行うも、8回KO負けを喫し初黒星となった。
1982年12月3日、ルペ・ピントール（メキシコ）に14回KO勝ちし、17度目の防衛に成功した。
1983年5月、WBC世界スーパーバンタム級王座を返上した。
1984年3月31日、WBC世界フェザー級王者ファン・ラポルテ（米国）に挑戦し、判定勝ち。2階級制覇に成功した。ゴメスにとって、これが初の判定勝ちであった。
1984年12月8日、初防衛戦でアズマー・ネルソン（ガーナ）に11回KO負けし、王座から陥落した。
1985年5月19日、さらに1階級上げ、WBA世界スーパーフェザー級王者ロッキー・ロックリッジに挑戦し、判定勝ち。3階級制覇に成功した。
1986年5月24日、初防衛戦でアルフレド・ライネ（パナマ）に9回TKO負けし、王座から陥落。1度目の引退を表明する。
1988年7月30日、2年ぶりに引退からの復帰戦を行い、6回TKO勝利で飾る。
1989年、現役引退。ベネズエラへ移住するが、麻薬で刑務所へ収監される。
引退後は破産し、コカイン使用や家庭内暴力で度々逮捕される。
1997年12月、プエルトリコでゴメスが車内で、コカインを使用していたのを警官が見つけ逮捕される、車内からコカインが6袋発見された。
2013年3月、プエルトリコで肺炎から呼吸不全となり重態に陥る。
2022年3月、1年以上連絡がつかなくなっていたゴメスを心配した別居中の妻や元WBA世界スーパーバンタム級王者ビクトル・カジェハスの要請で警官や病院関係者がゴメスの住居を訪れたところ、劣悪な生活環境で、ゴメスは健康状態が悪く、まともに会話もできなかったため、担架に乗せられて運び出されそのまま精神科施設に収容された。報道では同居人が外部との接触を絶たせていたと伝えられた。

## 獲得タイトル
- WBC世界スーパーバンタム級王座（防衛17=返上）
- WBC世界フェザー級王座（防衛0）
- WBA世界スーパーフェザー級王座（防衛0）